# Heini Otto
Hendrikus „Heini” Otto (ur. 24 sierpnia 1954 w Amsterdamie) – holenderski piłkarz grający na pozycji środkowego obrońcy lub defensywnego pomocnika.

## Kariera klubowa
Pierwszym klubem Otto w karierze był mały amatorski klub z Amsterdamu o nazwie SDW. Następnie Heini trafił do nieistniejącego już FC Amsterdam, a w 1974 został włączony do kadry pierwszego zespołu i 15 września zadebiutował w Eredivisie meczem z HFC Haarlem. W FC Amsterdam występował przez 4 sezony, ale zespół ten bronił się przed spadkiem, aż w 1978 roku zajmując przedostatnie 17. miejsce został zdegradowany do Eerstedivisie.
Latem 1978 Otto przeszedł do FC Twente. W 1979 roku doszedł do finału Pucharu Holandii, ale przez 4 lata gry więcej sukcesów nie osiągnął. W 1981 roku Heini wyjechał do angielskiego Middlesbrough F.C., jednak spadł z klubem do Division Two, a przez kolejne lata nie zdołał wspomóc klubu w powrocie do Division One.. W 1985 roku Otto wrócił do ojczyzny i przez 7 kolejnych sezonów reprezentował barwy FC Den Haag. Karierę zakończył w 1992 roku w wieku 38 lat.
| Sezon   | Klub               | Kraj     | Rozgrywki    | Mecze | Bramki |
| ------- | ------------------ | -------- | ------------ | ----- | ------ |
| 1974/75 | FC Amsterdam       | Holandia | Eredivisie   | 27    | 4      |
| 1975/76 | FC Amsterdam       | Holandia | Eredivisie   | 32    | 4      |
| 1976/77 | FC Amsterdam       | Holandia | Eredivisie   | 32    | 3      |
| 1977/78 | FC Amsterdam       | Holandia | Eredivisie   | 33    | 5      |
| 1978/79 | FC Twente          | Holandia | Eredivisie   | 26    | 3      |
| 1979/80 | FC Twente          | Holandia | Eredivisie   | 33    | 4      |
| 1980/81 | FC Twente          | Holandia | Eredivisie   | 31    | 3      |
| 1981/82 | Middlesbrough F.C. | Anglia   | Division One | 40    | 4      |
| 1982/83 | Middlesbrough F.C. | Anglia   | Division Two | 42    | 9      |
| 1983/84 | Middlesbrough F.C. | Anglia   | Division Two | 42    | 7      |
| 1984/85 | Middlesbrough F.C. | Anglia   | Division Two | 42    | 4      |
| 1985/86 | FC Den Haag        | Holandia | Eredivisie   | 36    | 9      |
| 1986/87 | FC Den Haag        | Holandia | Eredivisie   | 34    | 8      |
| 1987/88 | FC Den Haag        | Holandia | Eredivisie   | 34    | 0      |
| 1988/89 | FC Den Haag        | Holandia | Eredivisie   | 36    | 17     |
| 1989/90 | FC Den Haag        | Holandia | Eredivisie   | 34    | 8      |
| 1990/91 | FC Den Haag        | Holandia | Eredivisie   | 34    | 6      |
| 1991/92 | FC Den Haag        | Holandia | Eredivisie   | 33    | 1      |

## Kariera reprezentacyjna
Otto w swojej karierze jeden raz wystąpił w reprezentacji Holandii, ale powołanie otrzymał w dość dziwny sposób. W 1975 roku odwiózł swojego kolegę klubowego Jana Jongbloeda na lotnisko Schiphol, który został powołany do kadry na odbywający się 30 maja mecz z Jugosławią. Jednak selekcjoner George Knobel zauważył brak Willema van Hanegema i nakazał Otto wrócić do domu po walizki. Tym samym Heini wystąpił w meczu z Jugosławią, przegranym 3:0, gdy w 71. minucie zmienił Petera Arntza. W 1980 roku został powołany przez Jana Zwartkruisa do kadry na finały Mistrzostw Europy we Włoszech. Tam nie zagrał jednak ani minuty, a Holandia odpadła już po fazie grupowej.

## Kariera trenerska
Po zakończeniu kariery piłkarskiej Otto szkołił młodzież w ADO Den Haag, a następnie w Ajaksie Amsterdam. W latach 1997–2000 był asystentem Mortena Olsena, a następnie Jana Woutersa w Ajaksie. 1 listopada 2000 objął samodzielnie zespół HFC Haarlem, w którym pracował do 5 grudnia 2002. Od tego czasu ponownie szkoli młodzież Ajaksu.